# Rio Drehuţa
O Rio Drehuţa é um rio da Romênia, afluente do Drahura, localizado no distrito de Neamţ.